# Ophonus ardosiacus
Ophonus ardosiacus é uma espécie de insetos coleópteros pertencente à família Carabidae.
A autoridade científica da espécie é Lutshnik, tendo sido descrita no ano de 1922.
Trata-se de uma espécie presente no território português.